# Andorra durant la prehistòria
Les restes arqueològiques que es tenen d'Andorra durant la prehistòria porten cap a la Balma de la Margineda. El desgel apropa l'últim gènere humà viu a les serralades europees. Els Pirineus veuen doncs circular població a la recerca d'aliment. És població provinent dels dos vessants veïns i que s'hi assenta temporalment. El mode de vida és nòmada però amb el temps adopta el sedentarisme. Per bé que a Andorra hi ha evidències que aquesta població s'hi assentà definitivament per a practicar-hi l'agricultura, el pas cap a l'Edat dels Metalls no és tant evident.
Les formes de vida continuaren de forma genèrica sent les mateixes que les anteriors. S'hi ha constatat introducció del bronze i molt tardanament ferro, però, en cap moment, les restes deixen evidència d'un canvi en el mode de vida considerable, tal com es produí a altres zones d'Europa.
Aquesta situació és pròpia de territoris enclavats en mig d'un passatge muntanyenc com és el cas de Luxemburg o de serralades com les suïsses. En tot cas, el territori andorrà ja és mencionat per Polibi durant les guerres romanes a la península ibèrica. Els Andosins és el nom amb què Roma designà una tribu ibèrica que visqué a Andorra i que degué adoptar el mateix mode de vida que la cultura dels ibers.
Treballs recents van suposar que els topònims andorrans provenen d'una llengua bascoide, la qual cosa portaria a la hipòtesi que els Andosins degueren viure en confluència entre celtes i ibers. Altres autos consideren que els topònims són d'origen cristià. També investigacions actuals han posat a la llum dòlmens a Encamp, una localitat andorrana, situada a prop de l'assentament principal del Neolític que constitueix Andorra la Vella i Santa Coloma.
Petròglifs han estat interpretats com a escriptura primària i probablement del Bronze, tot i que estudis més recents els tornen a dates més posteriors, més properes a la cultura ibèrica. Aquests han estat utilitzats durant l'Edat Moderna com a font d'inspiració per a creences populars que vinculaven la bruixeria amb les formes que s'hi veuen dibuixades.
Del punt de vista arqueològic, els primers estudis sobre prehistòria daten de la dècada dels 1980 i es perllonguen fins als 1990, amb alguns repunts durant les primeres dècades del segle xxi. L'essencial del període, però, fou objecte d'investigació a les acaballes del segle xx.

## Historiografia
L'esforç per conèixer i documentar el patrimoni arqueològic d'Andorra va ser molt intens al llarg dels anys 80 i 90 del segle xx. Des de l'Institut d'Estudis Andorrans i des del Patrimoni Cultural d'Andorra es van impulsar les primeres grans campanyes d'excavació, la balma de la Margineda i el roc d'Enclar, al mateix temps que s'anaven cobrint les creixents demandes d'intervenció en un país que experimentava un insòlit procés de creixement urbanístic. Aquest impuls s'ha alentit des de començament del segle xxi, coincidint, paradoxalment, amb la fase de major creixement urbanístic.
Les recerques poden trobar-se als Arxius Nacionals, a l'Institut d'Estudis Andorrans o bé a la Biblioteca Nacional del país. Existeix prop d'una quarantena de llibres publicats al voltant de les recerques prehistòriques realitzades al país. Entre les més importants es destaquen:
- Pere Canturri, «Els gravats rupestres esquemàtics prehistòrics d'Andorra», Actas del vii Congreso Internacional de Estudios Pirenaicos, Jaca, Instituto de Estudios Pirenaicos, 1976.
- David Mas, «El Roc de les Bruixes, Noves aportacions als gravats rupestres andorrans», Quadern d'Estudis Andorrans, 2 (1977), p. 5-32.
- Elisenda Vives, «La Feixa del Moro a Juberri. Antropologia de les restes neolítiques», Col·loqui Internacional d'Arqueologia de Puigcerdà, vol. vii, Puigcerdà, Institut d'Estudis Ceretans, 1986, p. 67-71.
- Xavier Llovera, «Els primers pobladors de les Valls d'Andorra», Empúries, 48-50 (1986), p. 40-49.
- Les investigacions a la Balma de la Margineda, 1979-1985, Perpinyà, Institut d'Estudis Andorrans, 1988
- Xavier Llovera, A. Colomer, «La cultura dels sepulcres de fossa», Andorra arqueològica, catàleg de l'exposició, Andorra la Vella, Conselleria d'Educació i Cultura, 1989, p. 35-40
- Jean Guilaine i Michel Martzluff, Les excavacions de la balma de la Margineda (1979-1991), 4 vols., Andorra la Vella, Govern d'Andorra, 1995- 2008.
- Cristina Yáñez i Xavier Llovera, «Les primeres ocupacions», Roc d'Enclar, Transformacions d'un espai dominant, Andorra la Vella, Govern d'Andorra, Ministeri de Cultura, 1997, p. 80- 85.

En quant al període protohistòric, les biografies més destacades, que també es compten entre la trentena i quarantena de publicacions, són:
- Xavier Solà i Xavier Llovera, «Els primers habitants del solà d'Engordany», Engordany, la vida al solà, segles ii aC - xx dC, Andorra la Vella, Ministeri d'Educació, Cultura i Joventut, 1993.
- Cristina Yáñez, «La ceràmica dels primers pobladors», Roc d'Enclar, transformacions d'un espai dominant, segles iv-xix, Andorra la Vella, Ministeri de Cultura, 1997, p. 229-248.
- Josep Maria Bosch i Cristina Yáñez, «Andorra entre els segles i i iv», Història d'Andorra. De la prehistòria a l'edat contemporània, Barcelona, Edicions 62, 2005, p. 77-88.
- Josep Farràs, La romanització de l'Alt Segre. Un estudi toponímic, Tesi de llicenciatura, Universitat de Lleida, 2000.
- Xavier Planas et al., «El substrat preromà en la toponímia relacionada amb inestabilitats de vessant en l'àmbit geogràfic nord-oriental de la península Ibèrica i zones properes”, Fontes Linguae Vasconum, 109 (2008), p. 481-509.
- Abel Fortó i Xavier Maese, «Camp Vermell (Sant Julià de Lòria, Andorra). Evidència d'hàbitat rural i d'activitat metal·lúrgica a l'antiguitat», Actes del simposi Les vil·les romanes a la Tarraconense», Lleida, 2007.

Les recerques que concerneixen el període protohistòric cal situar-se a la dècada dels 1990 del segle xx, moment en què s'inicien els primers treballs arqueològics.

## Edat de Pedra

### Paleolític superior
Les restes arqueològiques i els estudis al seu voltant han determinat que els primers rastres d'homes a Andorra remunten al Paleolític superior tot just quan acaba el període glacial Würm. Al final del Würm, Andorra gaudeix d'un clima temperat, amb vegetació, corrents d'aigua i animals. En aquest entorn apareix un grup de farratjadors provinents de l'Arieja i del Segre que aprofiten l'abric rocós de la Balma de la Margineda per establir-s'hi només durant l'estiu, cosa que fa de l'indret un campament estacional. L'Andorra del 10.000 ane era difícilment habitable durant les altres estacions. Les tempestes, neus i el mal temps els allunyà. Ara bé, a la Balma hi trobaren un bon camí per passar la frontera. Així, tot i que temporalment, l'indret es presentava com una bona connexió entre els dos vessants dels Pirineus, fet que va transformar la Balma en pas obligatori, però no només. L'indret també era ideal per caçar: a Andorra hi havia presència d'isards, truites o cabres salvatges.
La Balma de la Margineda se situa a Sant Julià de Lòria (una de les 7 divisions territorials d'Andorra) a 970 metres d'altitud per sobre del riu Valira (el riu més gran del país que recupera les aigües del Valira d'Orient i Valira del Nord). Les restes que s'hi han trobat d'aquests caçadors-recol·lectors són principalment arpons azilians utilitzats per a pescar truites i anguiles, puntes de dors microlaminars utilitzades per la caça amb llança, còndols gravats amb figures abstractes, que és una mostra artística d'estil azilià i micròlits triangulars utilitzats per a la caça amb arc. Aquests objectes encara no són visibles per a cap turista. I és que el Govern andorrà encara té en fase d'esborrany el Museu de la Pau, que, a causa de la crisi del 2008, ha posposat el projecte.

### Neolític
S'ha trobat a la Balma formes arrodonides i simples de ceràmica, típiques de la Revolució Neolítica. S'hi ha constatat un augment de la població cap al VI mil·lenni ane (6000 aC fins a 5000 aC) i la utilització de l'indret com a pleta per al ramat; és a dir, la Balma passa d'una vida nòmada a una de sedentària. No obstant això, la Balma és abandonada cap al 6640 ane i el desenvolupament humà continua a la Vall del Madriu –avui parc natural declarat patrimoni immaterial de la humanitat per la UNESCO– i altres indrets d'Andorra.
Al Madriu, concretament, hi neix una explotació humana. Es tracta d'un campament permanent on l'agricultura encara és incipient i on es combina la caça i la recol·lecció amb l'explotació del medi. Els grups d'humans que hi vivien eren poc estructurats i la presència d'utillatge i ornaments exògens al medi reforcen la hipòtesi que s'intercanviaven amb grups del Segre i d'Occitània. La cabra, l'ovella i el bou hi són domesticats i les truites, les anguiles, els vegetals i el blat i ordi són l'aliment amb el qual viuen.
A Ordino (una altra de les 7 divisions territorials del país) i Sant Julià, cap al Neolític Mitjà i Final, tenim restes de possibles societats més complexes. Les tombes de Segudet (Ordino) i de la Feixa del Moro (Juberri, St. Julià) en són la prova. A l'enterrament amb aixovar de Segudet s'hi ha trobat una dona enterrada als 30-35 anys amb braçalets, polseres i tot un conjunt d'ornaments fets, en part, de ceràmica. La Feixa del Moro s'hi ha trobat enterraments en cista (caixes de pedra) de pobladors estacionals que ja coneixien l'agricultura, la ceràmica i que eren capaços de viure en cabanes. Segons les datacions de carboni fetes a ambdós llocs, la Tomba de Segudet dataria d'uns 4300 aC aproximadament i la Feixa del Moro d'uns 4930 aC.

#### Primerdolmend'Andorra
L'any 2019 es va trobar a Andorra les restes d'un dolmen en territori nacional. Les proves que s'havien trobat varen començar a ser estudiades al mes de setembre d'aquell any. El dolem fou localitzat a Encamp, a 2.000 metre d'altitud, dins la ruta dels Orris. El departament d'Higiene, Medi Ambient i Agricultura d'Encamp fou la responsable d'anuncia l'existència d'aquesta resta d'arquitectura neolítica. Segons declaracions a l'època, dins de l'àmbit de les recerques, es tractaria del primer santuari funerari d'Andorra en cas de confirmar-se que les restes són efectivament dòlmens.

## Edat del Bronze

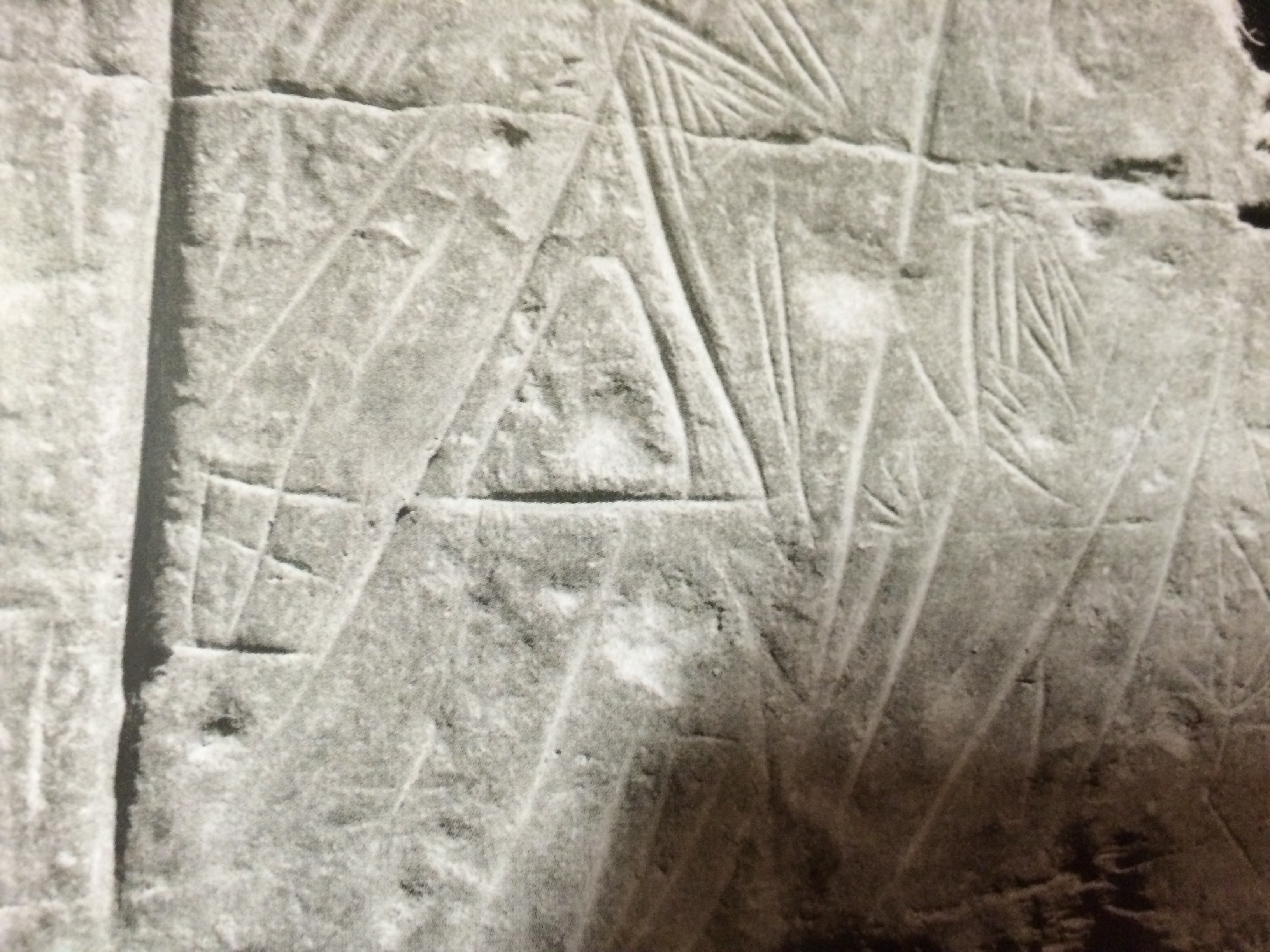
Gravats rupestres de Prats, Canillo (Andorra). Els seus descobridors interpreten la zona com un santuari funerari de l'Edat del Bronze. Els gravats són més coneguts sota el nom "Roc de les Bruixes".

S'ha d'entendre que el descobriment de l'agricultura, ceràmica o ferro foren progressius i res va resultar ser descobert d'un dia per l'altre. Així, es pot entendre que mentre el Pròxim Orient experimentava canvis gegantins durant el Bronze, com ara l'aparició de la civilització Sumèria, l'antic Egipte,... Andorra encara vivia com amb les formes de vida pròpies del Neolític. Això es deu en part a l'aïllament geogràfic que produeix la serralada dels Pirineus i explica per què els primers pobladors d'Andorra s'anaven adaptant molt lentament a la resta de territoris.
El bronze a Andorra segueix el model d'economia mixta i amb un predomini de la ramaderia sobre l'agricultura, però sempre combinant-t'ho amb caça i recol·lecció. El model d'hàbitat de petits poblats comença a evolucionar cap a un urbanisme incipient i tot i les troballes metal·lúrgiques, la vida segueix un model similar a l'anterior. En aquest entorn els primers pobladors sedentaris del Neolític s'instal·len en 7 estacions diferents, empesos per la cerca de terrenys més aptes. Dites estacions s'assenten just per sobre del fons de la vall andorrana principal, al llarg de més de mig quilòmetre, entre Santa Coloma i Andorra la Vella. Són les Estacions del Cedre. Es troben al cantó més assolellat de la vall, a la vora de les aigües estancades que hi havia al centre de la planta d'Andorra la Vella. Es tractava d'una de les zones demogràficament més poblades d'Andorra, però no n'era pas l'única. De l'Edat del Bronze també tenim la Fossa de Prats i el Conjunt de Gravats del Roc de les Bruixes (jaciment del Roc d'Enclar), però són troballes difícils de datar vist que els pobladors varen continuar amb les formes de vida pròpies del Neolític, fet que no permet individualitzar cada jaciment amb claredat.
El jaciment de Prats és una fossa quadrangular, coronada per una estructura empedrada, situada a Prats, Canillo. Dins s'hi ha trobat recipients fets de ceràmica que contenien productes lactis, cereals i estramoni. Les anàlisis realitzades porten a considerar que pugui tractar-se bé d'un aixovar d'un enterrament o bé d'una fossa amb caràcter votiu. A Prats mateix també s'ha descobert un conjunt de gravats anomenat Gravats del Roc de les Bruixes, que els seus descobridors interpreten com un santuari de l'Edat del Bronze, cosa que suposa també algun possible poblat a les vores. En ésser gravats sobre pedra no es poden datar amb exactitud i no és possible afirmar amb tota la certesa que es tracta de les primeres traces d'escriptura d'Andorra. Actualment una rèplica d'aquests gravats llueix a l'entrada del Palau de Gel de Canillo.

## Edat del Ferro
Cap al 750 aC al bell mig de l'edat del ferro grecs i els fenicis instal·len colònies a la península Ibèrica (nom que designa Espanya, Portugal i Andorra). El sud té presència marcadament fenícia mentre que la part corresponent a Catalunya té presència marcadament grega. Un exemple clar és la presa d'Empúries i Marsella com a colònies gregues. Aquesta nova ocupació vindrà per quedar-se i els autòctons hauran d'aprendre a conviure amb els colons. A poc a poc els autòctons s'aculturen als nouvinguts. El poble Iber, amb l'anomenada cultura Ibèrica, és el que va dominar la península. El món Ibèric s'estenia en el litoral mediterrani des d'Andalusia fins al Llenguadoc (Andorra inclosa).
A Andorra hi ha evidències que poden portar a afirmar que els pobladors s'adaptaren i s'aculturaren a la cultura ibèrica. Els Ibers no eren un grup homogeni i existien diferents tribus, i per això els romans varen donar nom a cadascuna. Sembla, doncs, que donaren el nom d'andosins als antics andorrans, si bé no hi ha proves a bastament per provar aquesta identitat. A les vores conviuran amb els ceretans, iacetans, bargusis, ausetans, ilergets, sordons… Existeixen restes de ferro, bronze i ceràmica pròpies de l'Edat del Ferro a Andorra. Dites restes s'han trobat a quatre llocs precisos:
- el Roc d'Enclar d'Andorra la Vella,
- les diferents Estacions del Cedre,
- el Roc de l'Oral d'Encamp (l'actual conjunt històric de Les Bons),
- l'Antuix (Escaldes-Engordany)[14]

D'entre tots, destaca sobretot el jaciment del Cedre, ja que s'ha trobat d'un forn domèstic i alguns fragments de ceràmica feta de torn (característica del Ferro) i el sot del Grau de l'Antuix s'hi ha trobat una tomba. El forn té una base circular d'un metre i una alçada de 88 centímetres. L'Antuix és un poblat a l'aire lliure, trobat l'any 1985, on s'ha descobert molt material iber. Ara bé, la manca de restes i el fet que els habitants del país encara vivien com a l'edat anterior dificulta, un cop més, la datació del Ferro a Andorra i s'hauria de parlar d'una arribada del ferro molt tardana. És el cas d'una peça interpretada com a exvot o amulet que data del segle ii aC. La peça és única a Andorra i es tracta d'un peuet fet de bronze trobat al Roc de l'Oral (a Encamp). Finalment, i sense cap mena de context arqueològic, s'han trobat unes 17 monedes de bronze i argent que podrien associar-se, tot i que no se n'està segur, a la cultura ibèrica; dues de les quals són del Roc d'Enclar (a Andorra la Vella).
Alguns autors pensen que els topònims andorrans procedeixen del basc i d'altres pensen que procedeixen del cristianisme, entre d'altres. Si la hipòtesi basca fos verídica, es podria dir que el país estigué influenciat per la cultura celtibèrica. L'iber és una llengua inclosa dins la família lingüística paleohispànica. Abans de la colonització romana, la península Ibèrica era un nínxol de llengües. S'hi parlava llengües indoeuropees i llengües aïllades malgrat que la seva majoria no sabem traduir-los o no en tenim una clara constància escrita. Es pensa que el territori andorrà banyà entre l'iber i l'aquità. L'aquità donà probablement el basc actual. Els topònims andorrans semblen doncs que confirmarien aquesta hipòtesi: Ransol, Erts, Arans, Llorts, Canillo, Bixessarri, Aixovall, Certers, Nagol, Aixirivall, Juberri, etc. L'origen basc dels topònims andorrans és poc probable vist que algunes poblacions són molt més tardanes. Etimològicament, però, tot indica que hi ha influència basca als topònims.